# Велдон-Спрінг (Міссурі)
Велдон-Спрінг (англ. Weldon Spring) — місто (англ. city) в США, в окрузі Сент-Чарлз штату Міссурі. Населення — 5326 осіб (2020).

## Географія
Велдон-Спрінг розташований за координатами 38°42′34″ пн. ш. 90°39′9″ зх. д. / 38.70944° пн. ш. 90.65250° зх. д. (38.709380, -90.652536).  За даними Бюро перепису населення США в 2010 році місто мало площу 19,77 км², з яких 19,44 км² — суходіл та 0,33 км² — водойми.

## Демографія
Згідно з переписом 2010 року, у місті мешкали 5443 особи в 2050 домогосподарствах у складі 1580 родин. Густота населення становила 275 осіб/км².  Було 2151 помешкання (109/км²).
Расовий склад населення:
| - 95,5 % — білих - 1,9 % — азіатів - 1,4 % — чорних або афроамериканців - 0,1 % — корінних американців |

До двох чи більше рас належало 0,8 %. Частка іспаномовних становила 1,0 % від усіх жителів.
За віковим діапазоном населення розподілялося таким чином: 22,5 % — особи молодші 18 років, 57,4 % — особи у віці 18—64 років, 20,1 % — особи у віці 65 років та старші. Медіана віку мешканця становила 48,7 року. На 100 осіб жіночої статі у місті припадало 91,0 чоловіків;  на 100 жінок у віці від 18 років та старших — 86,4 чоловіків також старших 18 років.
Середній дохід на одне домашнє господарство  становив 122 655 доларів США (медіана — 95 000), а середній дохід на одну сім'ю — 151 830 доларів (медіана — 133 036). Медіана доходів становила 93 047 доларів для чоловіків та 70 132 долари для жінок. За межею бідності перебувало 2,7 % осіб, у тому числі 0,0 % дітей у віці до 18 років та 2,4 % осіб у віці 65 років та старших.
Цивільне працевлаштоване населення становило 2579 осіб. Основні галузі зайнятості: освіта, охорона здоров'я та соціальна допомога — 18,2 %, роздрібна торгівля — 15,4 %, виробництво — 12,9 %, науковці, спеціалісти, менеджери — 12,3 %.